# Porcellana delle Nove
La porcellana delle Nove è una porcellana prodotta fra il 1752 e il 1802 a Nove.

## Storia

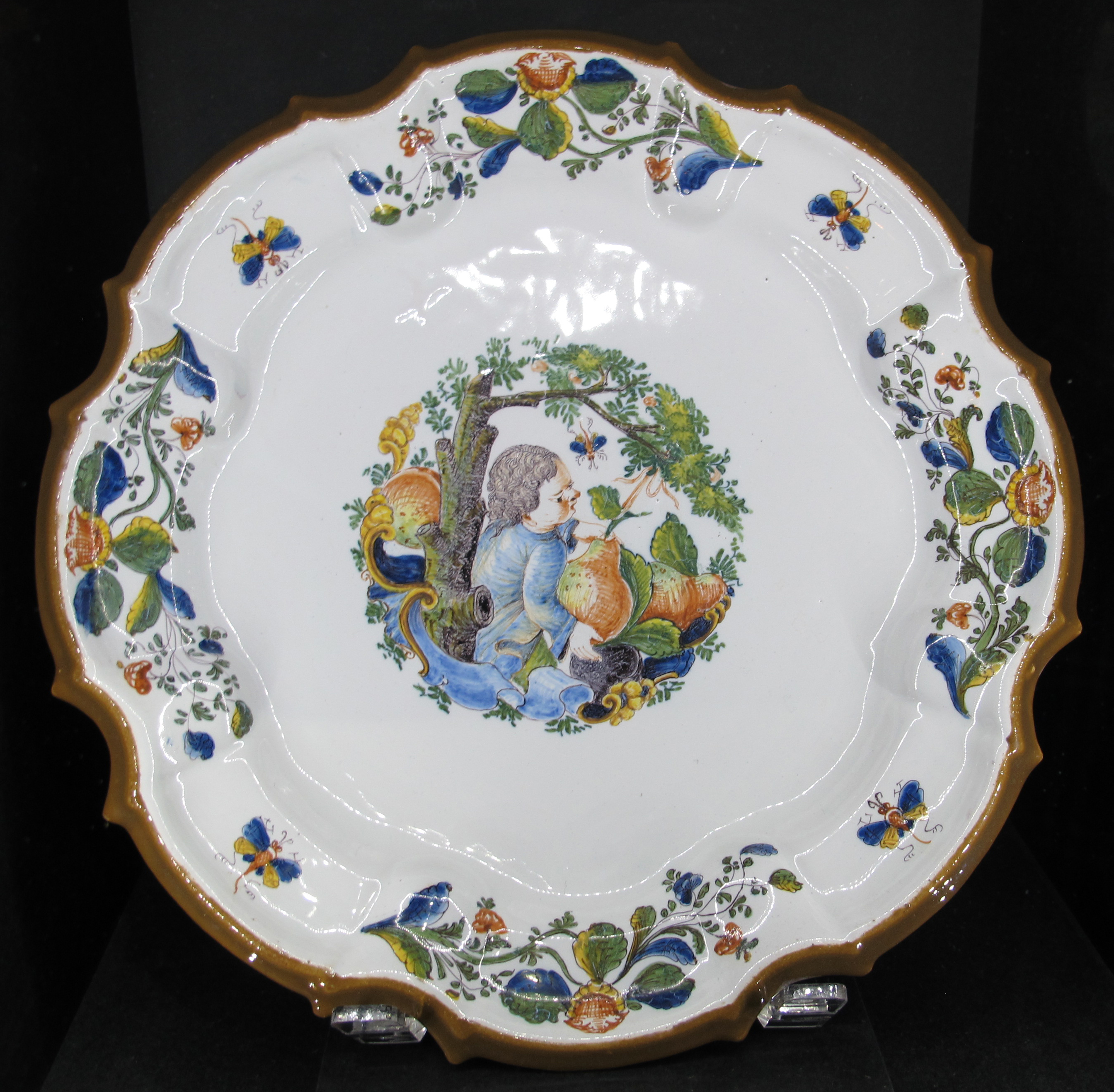
Piatto, 1750-1770

Nel 1752 Pasquale Antonibon, discendente da una famiglia di produttori di maioliche, cominciò a sperimentare la produzione della porcellana con l'aiuto dell'arcanista Sigmund Fischer di Meissen. Nel 1762 gli sforzi furono coronati da successo e Antonibon ottenne dalla Repubblica di Venezia un privilegio per la fabbrica delle porcellane alle Nove.
Intorno al 1770 la gestione passò a Gian Battista Antonibon, figlio di Pasquale. Costui nel 1782 si mise in società Francesco Parolin. Il ruolo di Parolin divenne sempre più importante nella manifattura e nel 1794 ne divenne proprietario.
Lo stile era tipicamente rococò: i soggetti delle statuine erano le maschere della commedia dell'arte, i suonatori e i danzatori; mentre il vasellame era decorato con paesaggi, scene portuali, episodi storici.
Successivamente, nel 1802 Parolin cedette la fabbrica a Giovanni Baroni, sotto la cui direzione la manifattura operò la svolta verso lo stile neoclassico. I vasi presero la forma di allungate urne greche, mentre fra le scene dipinte vi erano tipicamente quelle delle guerre napoleoniche.
Nel 1825 Baroni rivendette la fabbrica alla famiglia Antonibon, che però continuò solo la produzione di ceramiche.

## Marca
La marca della porcellana delle Nove era una stellina in forma di asterisco, simile a quella della Manifattura di Doccia.